# 幻獸帕魯
《幻獸帕魯》是由日本開發商Pocket Pair推出的動作冒險生存遊戲。遊戲設定為開放世界，居住着外形類似動物的生物“帕魯”，玩家可與帕魯進行戰鬥，並捕捉帕魯用以建造基地、騎乘及戰鬥。《幻獸帕魯》可單人遊玩，也可通过私人服务器（合作游戏）以最多4名玩家同时在线游玩（但設有限制），还支持最多32名玩家在同一個伺服器上進行線上遊戲。《幻獸帕魯》於2021年首次公布，於2024年1月19日通過抢先体验在Windows、Xbox One和Xbox Series X/S上發行。
《幻獸帕魯》因遊玩方式類似《寶可夢》而聞名，其中由於可以使用槍支並為帕魯裝備武器，也被戲稱為“帶槍版寶可夢”。其他遊戲元素还包括將帕魯做成食物，或將帕魯放置在礦山和流水線工廠中工作。《幻獸帕魯》引起廣泛關注，並在搶先體驗的首24小時內售出逾200萬份。

## 概觀
在《幻獸帕魯》中，玩家以第三人稱視角進行控制，目標是探索帕魯群島，並揭示群島的秘密。與其他生存遊戲相似，玩家需要管理飢餓值、製作基本工具、搜集材料，以及建造可作為快速旅行點的基地。玩家可通過解鎖“科技树”使用新的武器及飾品。
群島上居住逾100種“帕魯”生物。玩家可直接與帕魯進行戰鬥，並在削弱帕魯的生命值後使用“帕魯球”進行捕捉。玩家也可通過NPC在黑市購買帕魯，或與其他玩家進行交易。隨後，玩家可召喚帕魯參與戰鬥，或者指派帕魯在基地進行回收、製作、烹飪等工作，具體安排將取決於帕魯的類型。玩家甚至可在遊戲中肢解帕魯。每隻帕魯都擁有夥伴技能，可轉變為武器或坐騎，令帕魯更為實用。
遊戲中有不少敵對勢力，如犯罪集團、帕魯保护組織，以及類似警察的島嶼防禦組織。這些勢力由居住在各個島嶼上的強大帕魯訓練師領導，他們充當遊戲的主要頭目並駐守在5座高塔内供玩家挑戰。這些組織有許多NPC，有時會在世界中隨機生成，使用武器進行巡邏或相互戰鬥，甚或攻擊玩家。遊戲設有通緝等級系統，如果玩家犯罪（如攻擊其他人類），其他非玩家角色將通緝玩家，並且生成自衞軍攻擊玩家，直至玩家死亡或逃脫追捕為止。

## 開發
《幻獸帕魯》由位於東京品川的獨立公司Pocket Pair開發和發行，這是他們的第二個抢先体验開放世界生存游戏項目。和前作《始世樂土》一樣，它使用了類似於《Minecraft》和《塞尔达传说 旷野之息》的遊戲機制，但加入了类似寶可夢系列的生物收集機制，於是被許多玩家戲稱為「究極縫合怪」。
在開發的早期階段，Pocket Pair決定將遊戲從支撑起他们早期項目开发的Unity引擎迁移到虛幻引擎。遊戲的預算超過10億日元，公司也聘請了40多名額外的員工。

## 發行
遊戲於2021年6月5日首次亮相，詳細介紹了生存、製作、探險、利用生物以及多人焦點等主要特色。隨後幾年分享了更多細節，遊戲在多个游戏展上亮相，其中在東京遊戲展上，Pocket Pair宣布除了在PC平台之外，还会發布Xbox版本，而在夏日游戏节上還宣布了在2024年1月发布搶先體驗。
《幻獸帕魯》於2024年1月19日通過Steam抢先体验和Xbox Game Preview（與Game Pass同步上線）發布，預計將至少保持这样一年时间。未來更新的計劃功能还包括PvP模式、公會突襲和跨伺服器的帕魯交易。
2024年6月27日，游戏发布了樱岛大型更新。
2024年9月14日，制作组发表了声明，表示游戏将保持买断制模式，不会变成免费游戏或服务型游戏。
2024年12月23，制作组发布了大型更新《天坠之地》。

## 反響

### 發售前
遊戲的揭露预告在社交媒體上引起高度关注，評價褒貶不一，從興奮到反感不等。「寶可夢帶槍版」這個詞語常被玩家和記者用來比喻這款遊戲。一些觀眾認為這款遊戲不切實際，這些反應使開發團隊感到驚訝。由於開發者早期作品《始世樂土》開發不當以及未完善的狀態，遊戲也受到一些質疑。宣傳的諷刺調性，涉及勞動法和非法狩獵的引用，引起了遊戲探討生物收集類型的黑暗底蘊的興趣。

### 評價
《幻獸帕魯》獲得了大多數正面的專業評價。IGN和PC Invasion讚揚其有趣的戰鬥和引人入勝的遊戲循環，後者指出了游戏通过不同的帕魯生動呈現了大型但有些荒涼的環境。 GAMINGbible寫道，《幻獸帕魯》超出了他們的期望，並強調了早期測試階段的驚人內容和其表現的幽默感。 《The Escapist》將遊戲中允許玩家與帕魯們一起對抗更強敵人的戰鬥描述為一個亮點。 PCGamesN稱遊戲為“一場對生物資本主義的深刻引渡”，指出其儘管存在一些缺陷，比如對違反道德的行為和非原創性的帕魯設計，但其遊戲性和開放世界彌補了這些缺陷。 在GameSpot中，作者馬克·德蘭尼（Mark Delaney）稱讚遊戲的機制和氛圍為“在一個經常讓自己陷入歡樂和真摯呈現事物的類型中的一個清新觀點”，認為這是“一個生物捕捉遊戲第一次承認其遊戲系統對遊戲內生物的剝削”。
相反，Rock, Paper, Shotgun和《PC Gamer》批評《幻獸帕魯》在遊戲的各個方面過度依賴涉及動物虐待和血汗工廠的幽默，《PC Gamer》批評其风格为“2000年代中期Newgrounds的edgelord”，並指責遊戲对此过度强调，Rock, Paper, Shotgun也認為帕魯的遊戲機制和呈現根本誤解了《寶可夢》和捕捉怪物類型的含義和吸引力。該遊戲還因帕魯的設計缺乏原創性，以及從其他遊戲中借用的機制而受到一些批評，被VG247認為這樣削弱了一款“值得欽佩”的遊戲。。

#### 对抄袭宝可梦的指控
《幻獸帕魯》常被认为有抄袭宝可梦的嫌疑，因此受到大量宝可梦玩家的抨击。 IGN编辑Joshua Yehl对比了《幻獸帕魯》和《宝可梦》中的一些精灵，认为许多帕鲁的造型与宝可梦极其相似。
Pocket Pair團隊稱寶可夢並非他們的主要靈感來源，根據首席執行官溝部拓郎的說法，《幻獸帕魯》的概念基於《方舟：生存进化》，該遊戲中也有恐龍伴侶的怪物。生存機制和遊戲內任務受到《Rust》的啟發，而《勇者鬥惡龍》系列則影響了生物設計。
在2024年1月24日，寶可夢公司聲明將要對《幻獸帕魯》中疑似抄襲的部分進行徹查。其中也發布了一段聲明：「我們收到了許多關於其他公司於2024年1月發售的遊戲與寶可夢相似的意見，並詢問了我們這些是否經過本公司的授權許可。我們對於該遊戲並沒有授予任何與寶可夢相關的許可。我們將在進行調查的基礎上，採取適當的應對措施處理任何與寶可夢相關的知識產權侵權行為。我們將繼續珍惜和培育每一隻寶可夢及其世界，為了透過寶可夢連接世界而努力。」
2024年9月19日，任天堂聯合寶可夢公司共同對幻獸帕魯的開發商Pocket Pair提起侵權專利訴訟，該訴訟指控被告開發並銷售的遊戲幻獸帕魯侵害多項專利權，要求停止侵權並賠償損失。

### 销量
在2024年1月19日的搶先體驗中，《幻獸帕魯》在8小時內賣出了超過一百萬份，在第一天內增至兩百萬份，並在頭40小時內增至三百萬份。該遊戲在早期訪問的前三天內賣出了超過四百萬份。 同時，該遊戲的同時上線玩家人數超過一百萬，導致伺服器問題。 1月25日，制作组官方宣布游戏在五天半内销量超过了800万份，并有200万玩家同时游玩。2024年2月23日，官方宣布游戏销量达到了2500万份。
4月1日，遊戲在線玩家數量從最高峰二百一十萬下降到六萬人，玩家數量減少97%。 对于热度下降的问题，Pocketpair的全球社区经理称游戏本身并非为了永远玩下去而设计的，提醒粉丝不要被带节奏。